# Freie-Partie-Weltmeisterschaft 1964

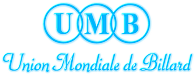
Logo UIFAB (ausrichtender Verband)

Veranstaltungsort: Vigo

Die Freie-Partie-Weltmeisterschaft 1964 war die 16. UMB-Weltmeisterschaft in der Freien Partie (Billard). Das Turnier fand vom 3. zum 7. Juni in Vigo in Spanien statt. Es war die fünfte Freie-Partie-Weltmeisterschaft in Spanien.

## Geschichte
Dass das Interesse an der Freien Partie deutlich nachließ, merkte man an der Tatsache, dass die letzte Weltmeisterschaft bereits elf Jahre zurücklag. Wieder war es Vigo die diese Meisterschaft durchführte. Es war eine Weltmeisterschaft der Rekorde. José Gálvez spielte in acht Partien den neuen Generaldurchschnittsrekord (GD) von 156,76. Nach der Stichpartie waren es noch 135,42, was auch noch über dem alten Weltrekord lag. Auch der Turnierdurchschnitt lag weit über der alten Bestmarke. Die Überraschung des Turniers war der Portugiese Jorge Pinto der das Turnier punktgleich mit dem späteren Sieger Galvez beendete. In einer hart umkämpften Stichpartie musste er sich dann aber geschlagen geben. Pech hatte der Belgier Jos Vervest. Er beendete die Partie gegen Joaquín Domingo in der zweiten Aufnahme und wäre bei einem Sieg der dritte Spieler mit zwölf Punkten gewesen. Damit hätte er die Chance zum Titel in einer weiteren Stichpartie gehabt. Domingo schaffte aber in Nachstoß noch 493 Punkte zum Unentschieden. Norbert Witte, der den deutschen Meister Siegfried Spielmann  der kurzfristig ausfiel, ersetzte spielte ein gutes Turnier und wurde Siebter. Der österreichische Meister Heinrich Weingartner erlebte ein rabenschwarzes Turnier und wurde nur Letzter.

## Turniermodus
Es wurde mit neun Teilnehmern Round Robin Modus gespielt. Bei Punktegleichstand wird in folgender Reihenfolge gewertet:
1. MP = Matchpunkte
2. GD = Generaldurchschnitt
3. HS = Höchstserie

## Abschlusstabelle
| MP    | Match Points (Sieger = 2; Unentschieden = 1; Verlierer = 0) |
| Pkte. | Erzielte Karambolagen                                       |
| Aufn. | Benötigte Versuche                                          |
| GD    | Generaldurchschnitt                                         |
| BED   | Bester Einzeldurchschnitt eines Spielers                    |
| HS    | Höchstserie                                                 |
|       | Bester GD des Turniers                                      |
|       | Bester ED des Turniers                                      |
|       | Beste HS des Turniers                                       |
|       | 1. Platz (Gold)                                             |
|       | 2. Platz (Silber)                                           |
|       | 3. Platz (Bronze)                                           |

| Platz                                         | Name                 | MP   | Pkte. | Aufn. | GD     | BED    | HS  |
| --------------------------------------------- | -------------------- | ---- | ----- | ----- | ------ | ------ | --- |
| 1                                             | José Gálvez          | 12:4 | 3292  | 21    | 156,76 | 500,00 | 997 |
| 2                                             | Jorge Pinto          | 12:4 | 3696  | 40    | 92,40  | 500,00 | 922 |
| 3                                             | Joseph Vervest       | 11:5 | 3153  | 34    | 92,73  | 500,00 | 999 |
| 4                                             | Osvaldo Berardi      | 10:6 | 2510  | 27    | 92,96  | 250,00 | 500 |
| 5                                             | Henk Scholte         | 10:6 | 2619  | 31    | 84,48  | 250,00 | 498 |
| 6                                             | Joaquín Domingo      | 7:9  | 2743  | 38    | 72,18  | 250,00 | 493 |
| 7                                             | Norbert Witte        | 6:10 | 2436  | 45    | 54,13  | 250,00 | 405 |
| 8                                             | Jean-Pierre Poupon   | 4:12 | 2097  | 44    | 47,65  | 125,00 | 335 |
| 9                                             | Heinrich Weingartner | 0:16 | 230   | 32    | 7,18   | –      | 34  |
| Turnierdurchschnitt: 73,00 (ohne Stichpartie) |                      |      |       |       |        |        |     |
| Stichpartie                                   |                      |      |       |       |        |        |     |
| -                                             | José Gálvez          | 2:0  | 500   | 7     | 71,42  | 71,42  | 380 |
| -                                             | Jorge Pinto          | 0:2  | 382   | 7     | 54,57  | –      | 325 |
| nach Stichpartie                              |                      |      |       |       |        |        |     |
| 1                                             | José Gálvez          | 14:4 | 3792  | 28    | 135,42 | 500,00 | 997 |
| 2                                             | Jorge Pinto          | 12:6 | 4078  | 47    | 86,76  | 500,00 | 922 |
| Turnierdurchschnitt: 72,57 (mit Stichpartie)  |                      |      |       |       |        |        |     |